# Kapás (földmérték)
A kapa vagy kapás (latinul fossores, szlovákul kopač) földmértékegység, melyet a szőlőterület nagyságának meghatározására használtak. 1 kapás azt fejezi ki, hogy az adott területen egy egész nap mekkora szőlőterületet lehetett megkapálni. Értéke változó, függ a domborzati viszonyoktól és a talajminőségtől is. A kapa mértékegység 250 négyszögölig határozható meg.